# Richard Brookes
Pour les articles homonymes, voir Brookes.

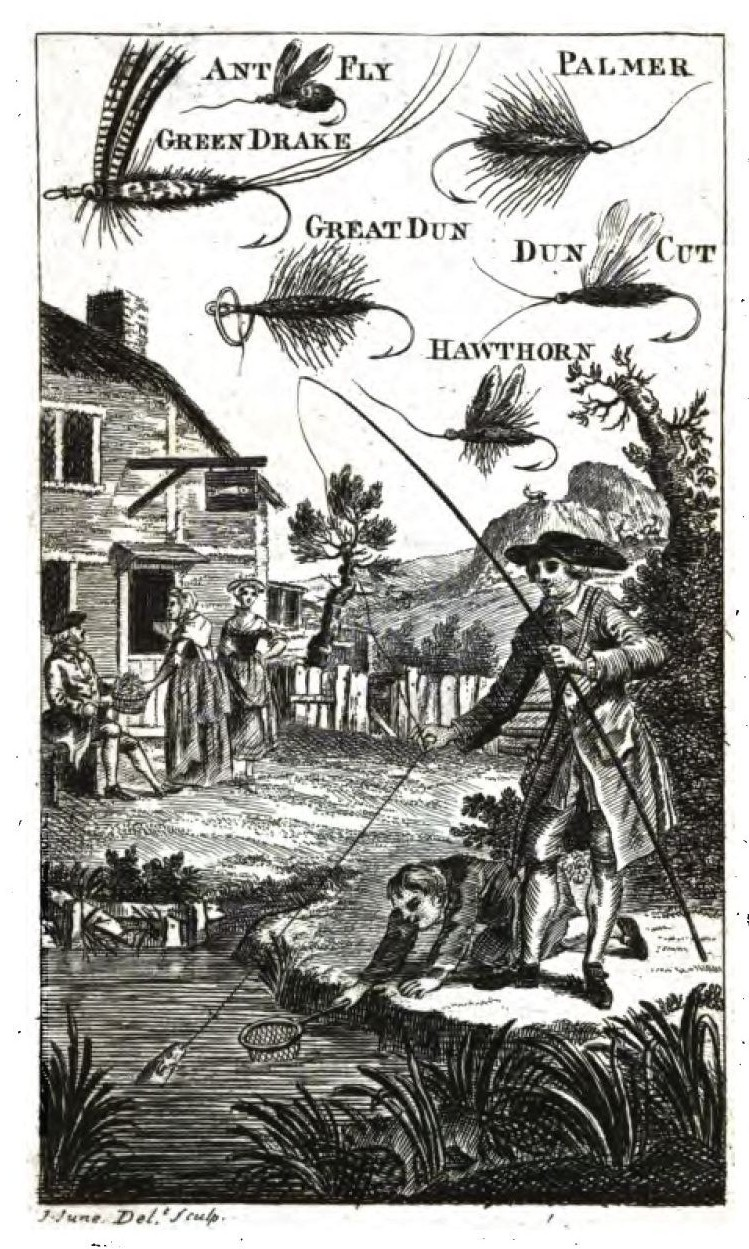
Frontispice de l'édition de 1790 de The Art of Angling.

Richard Brookes est un médecin anglais, actif de 1721 à 1763, auteur de compilations de médecine, chirurgie, histoire naturelle et géographie.

## Biographie
Peu d'éléments sont connus de sa biographie. Comme Brookes l'explique dans l'épître dédicatoire de The Art of Angling, il exerce un temps la profession de médecin dans le Surrey. Dans la préface de son A Systeme of Natural History, on apprend qu'avant 1762, il a voyagé en Amérique et en Afrique.
Dans le cinquième volume de cet ouvrage publié en 1763, Brookes fait la description d'un os trouvé dans une carrière à Cornwell, décrit pour la première fois par Robert Plot en 1677 comme un os d'humain géant, et nomme cette créature Scrotum humanum en raison de son apparence ; en 1871, John Philipps l'identifie correctement à l'extrémité d'un fémur de Mégalosaure.

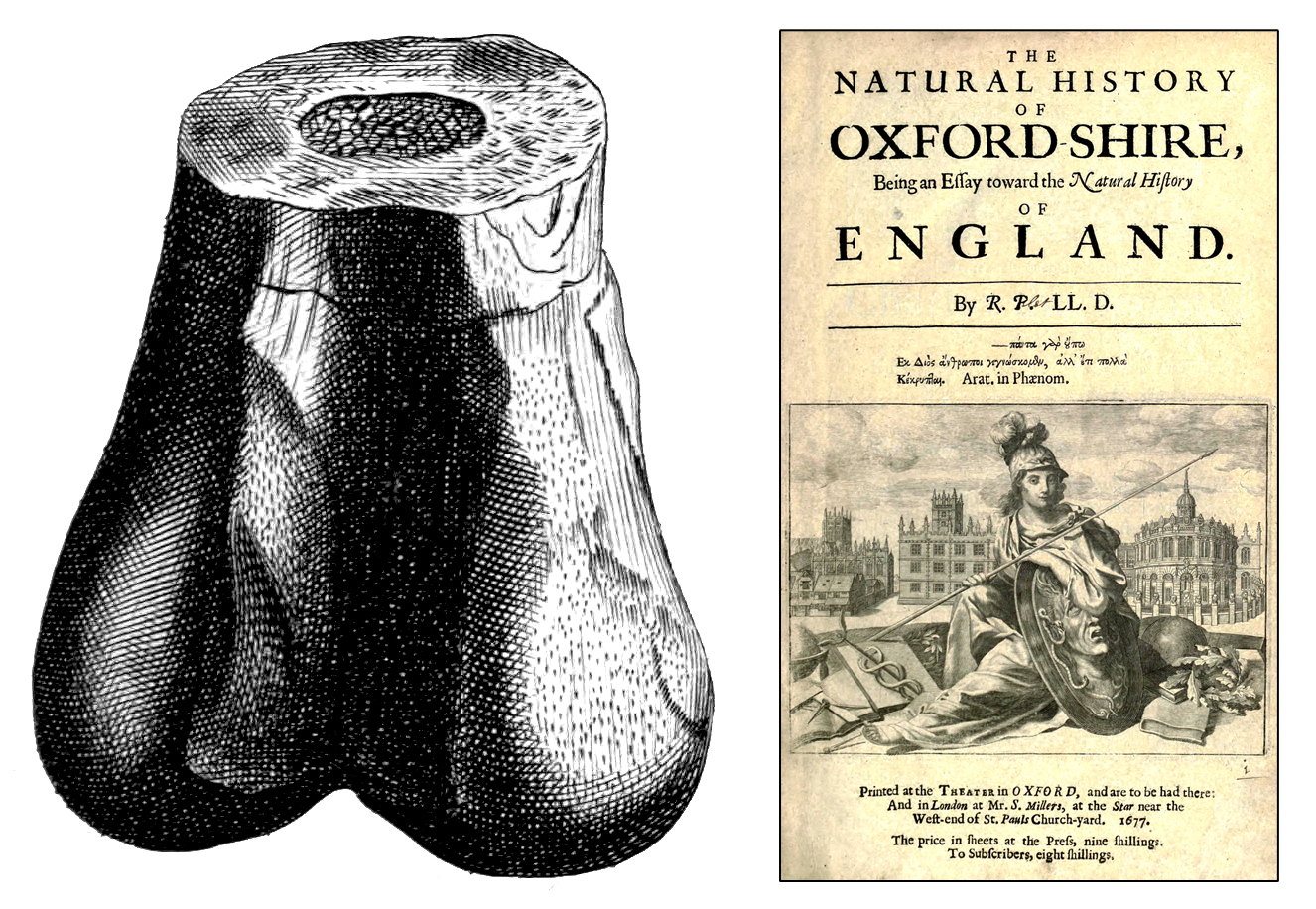
Le fémur de Cornwell décrit par Brookes, qui s'appuie sur les travaux de Robert Plot en 1677.

En 1762, Brookes publie The General Gazetteer: Or, Compendious Geographical Dictionary, un dictionnaire de géographie qui connaît un grand succès en librairie et se voit plusieurs fois réédité jusqu'à la fin du XIXe siècle.

## Œuvres
- History of the Most Remarkable Pestilential Distempers that Have Appeared in Europe for Three Hundred Years Last Past, Londres, A. Corbet et J. Roberts, 1721 ; 2e édition complétée en 1722 Lire en ligne.
- The Art of Angling, Rock and Sea Fishing, with the Natural History of River, Pond, and Sea Fish, Londres, John Watts, 1740 Lire en ligne ; réédition en 1746.
- The General Practice of Physic, Londres, 1751, 2 vol.
- The General dispensatory, containing a translation of the pharmacopoeias of the Royal Colleges of physicians of London and Edinburgh, together with that of the Royal Hospital of Edinburgh, to which are added the doses, virtues and uses of the simples as well as compounds... , Londres, John Newbery, 1753, 408 p.
- An Introduction to Physic and Surgery, 1754.
- The General Gazetteer: Or, Compendious Geographical Dictionary : containing descriptions of every country in the known world with their towns, people, natural, productions ..., Londres, John Newbery, 1762 Lire en ligne.
- A new and accurate system of natural history, Londres, John Newbery, 1763, 6 vol.

### Traductions du français
- The Natural History of Chocolate, 1721, traduction de : D. Quélus Histoire naturelle du cacao et du sucre, Paris, 1719 Lire sur Wikisource.
- History of China, 1736, 4 vol., traduction de Jean-Baptiste Du Halde, Description de l'empire de la Chine, Paris, 1735.